# Heteropoda borneensis
Heteropoda borneensis este o specie de păianjeni din genul Heteropoda, familia Sparassidae. A fost descrisă pentru prima dată de Thorell, 1890. Conform Catalogue of Life specia Heteropoda borneensis nu are subspecii cunoscute.